# Flora Molton
Flora Molton, geboren als Flora Rollins (Louisa County (Virginia), 12 maart 1908 – Washington D.C., 31 mei 1990), was een Amerikaanse straatzangeres en steelgitariste van gospelmuziek en blues. Ze zong en speelde steelgitaar in de bottleneck-stijl die vaak wordt gebruikt door landelijke bluesmuzikanten en ze speelde mondharmonica en tamboerijn. Molton werd gedeeltelijk blind geboren vanwege staar en was de dochter van een dominee. Ze zong en speelde steelgitaar in de straten van Washington D.C. en trad pas laat in het leven op in formele locaties. Molton toerde in Europa tijdens de jaren 1980 en bleef tot een paar maanden voor haar dood optreden als straatzangeres.
Molton werd in haar straatzang vaak vergezeld door muzikanten als Phil Wiggins, die succes hadden als mainstream-artiesten en soms trad ze op met bands onder de naam Flora Molton and the Truth Band. Medemuzikanten merkten op dat de structuur van Moltons muziek vaak meer werd bepaald door haar zang dan door haar gitaar.
Molton maakte geen geplande optredens tot 1963, toen ze muzikant Ed Morris ontmoette, die haar hielp bij het regelen van optredens op muziekfestivals en andere locaties. Ze verscheen op evenementen zoals het Philadelphia Folk Festival, trad op in de Library of Congress en ging in 1987 op tournee door Europa. Molton is het onderwerp van de documentaire Spirit and Truth Music en ze is te zien in de documentaire Blues Houseparty. Er zijn historische markeringen aan haar gewijd in Washington D.C. en op de Amerikaanse Route 250 in Virginia.

## Biografie
Molton werd geboren in 1908 als dochter van een dominee in Louisa County, Virginia. Ze werd gedeeltelijk blind geboren door staar en hoewel ze dacht dat ze grote letters zou kunnen lezen, leerden haar leraren haar uit het geheugen. Op 8-jarige leeftijd onderging Molton een operatie voor staar en haar gezichtsvermogen verbeterde enigszins. Hoewel ze nog steeds ontmoedigd was om te lezen, was ze in haar tienerjaren op haar gemak in het lezen van grote letters. Moltons vader was een predikant die predikte in verschillende kerken in West Virginia. Moltons moeder, een organiste, bleef achter in Virginia om haar kinderen op te voeden. Terwijl ze als kind naar blueszangers als Bessie Smith en Sippie Wallace luisterde, leerde ze ook accordeon, het instrument dat haar vader bespeelde. Molton werd gedoopt op 7-jarige leeftijd en ze begon op 17-jarige leeftijd te prediken. Een paar jaar later werd Molton lid van de Heiligheidskerk. Ze steunde twee kinderen en ontdekte dat ze niet genoeg geld kon verdienen door te prediken. In 1937, op zoek naar werk, verhuisde ze naar Washington D.C., waar haar broer Robert Rollins was begonnen als voorganger van de Florida Avenue Baptist Church. Molton pakte al snel de gitaar op en begon in 1942 op straat te zingen. 
Molton speelde gitaar, zong en tapte met haar voet op een tamboerijn en bezet de hoek van 7th Street NW en F Street NW. Ze bevestigde een plastic emmer op haar gitaar waarin voorbijgangers geld achterlieten. Later integreerde ze een houder voor een mondharmonica, een microfoon en een draagbare versterker. Molton trok soms de aandacht van wetshandhavers, die niet wilden dat ze op straat zou optreden, maar de politie viel haar halverwege de jaren 1960 niet meer lastig. In 1969, toen haar gebruikelijke locatie werd beïnvloed door de bouw van de Washington Metro, verhuisde Molton naar de hoek van 11th Street NW en F Street NW in de buurt van het warenhuis Woodward & Lothrop. Hoewel Molton een andere baan probeerde te vinden en een baantraining-programma bij LightHouse voor de blinden voltooide, bemoeilijkte haar visuele beperking haar zoektocht naar een baan en merkte ze dat ze weer naar straatzang ging.
Molton zong de blues in haar jonge jaren op straat. Later zei ze dat ze niet langer de blues speelde, en beschreef haar muziek als een mengeling van gospelsongs en wat ze 'waarheidsmuziek' noemde, die ging over de worstelingen van het dagelijks leven. Muziekwetenschapper Bernice Johnson Reagon zei dat halverwege de jaren 1970 nog steeds een bluesgeluid in haar muziek te horen was. Ze zei dat, in tegenstelling tot de meeste gospelmuziek, een gezangstructuur ontbrak in Moltons liedjes. Moltons grootste zorgen gingen niet over de structuur, maar over het zingen van teksten die ze eerder als heilig dan als seculier beschouwde. Molton schreef het anti-oorlogsnummer Sun's Gonna Shine in Vietnam Someday, dat later werd omgedoopt tot Sun's Gonna Shine Some Day.
Molton luisterde als kind naar blueszangers zoals Blind Lemon Jefferson. Ze zei dat ze de blues in haar vroege jaren op straat zong, maar haar songtekst werd minder seculier in latere jaren. Molton beschreef haar muziek als een 'country'-geluid en haar songs weerspiegelden over het algemeen haar religieuze geloof. Als een van de laatste bekende straatzangers van Washington, speelde Molton steelgitaar in open D-stemming. Haar gitaartechniek wordt ook beschreven als 'bottleneck', vanwege het feit dat ze een gebroken bottleneck langs de snaren schoof om akkoordwisselingen te maken.
Molton nam haar muziek niet op en maakte geen geplande uitvoeringen tot vrij laat in het leven. Een optreden in 1963 in een coffeeshop was haar eerste geplande evenement. Vervolgens gaf ze concerten en trad ze op op muziekfestivals. Phil Wiggins, een blueszanger die later bekend werd als onderdeel van Cephas & Wiggins, zei dat hij zijn stijl ontwikkelde tijdens de jaren dat hij Molton vergezelde. De DC Commission on the Arts and Humanities reikte haar vier onderscheidingen uit en ze ging op tournee door Europa in 1987. De commissie gaf haar een subsidie om het album I Want to be ready to hear God When He Calls op te nemen. De korte documentaire Spirit and Truth Music over Molton werd gemaakt door Edward Tim Lewis van de Howard University.

## Privéleven en overlijden
Molton was gescheiden van haar eerste echtgenoot Haywood Bruce en overleed voor haar tweede echtgenoot Walter Molton.
Ze overleed in het Greater Southeast Community Hospital in Washington op 31 mei 1990 op 82-jarige leeftijd, nadat ze aan leverproblemen leed. Hoewel ze een tachtiger was, was Molton op straat blijven zingen totdat ze ongeveer zes maanden voor haar dood ziek werd. Ze werd overleefd door vier kinderen en talloze kleinkinderen en achterkleinkinderen. Ze werd begraven in National Harmony Memorial Park in Landover, Maryland.
- Bibliothèque nationale de France: cb139628660 (data)
- Gemeinsame Normdatei: 1072837277
- International Standard Name Identifier: 0000 0003 8209 3310
- Library of Congress Control Number: n94082493
- MusicBrainz: c068124b-e545-4201-8548-afc210e90ffd
- Système universitaire de documentation: 079128084
- Virtual International Authority File: 263085222
- WorldCat: E39PBJhdfgxP4DKKbT8xmgJMT3